# Leon Cracalia
Leon Cracalia (n. 6 iunie 1838, Botoșani – d. 30 august 1877) a fost un militar român, erou al Războiului de Independență. 
Intrat în armată ca soldat la 1855, capătă gradul de sub-locotenent la 1863 și acel de căpitan la 1871. După căderea maiorului Gheorghe Șonțu, căpitanul Leon Cracalia, care comanda compania a 3-a Soveja, a preluat comanda batalionului din Regimentul 10 dorobanți, murind pe câmpul de luptă la 30 august 1877, la atacul redutei Grivița II.

## In memoriam
Casa în care a locuit în Focșani, situată pe Str. Cuza Vodă 41, a fost înscrisă pe lista monumentelor istorice din județul Vrancea cu codul LMI VN-II-m-B-06421.